# Salix balansae
Salix balansae ist ein kleiner Baum aus der Gattung der Weiden (Salix) mit bis zu 9 selten auch 18 Zentimeter langen, beidseitig kahlen Blattspreiten. Das natürliche Verbreitungsgebiet der Art liegt in Vietnam und China.

## Beschreibung
Salix balansae ist ein bis zu 5 Meter hoher Baum mit braunen und kahlen einjährigen Zweigen. Die Knospen sind kahl und haben abaxial aufgerichtete Knospenschuppen. Die Laubblätter haben einen etwa 1,3 Zentimeter langen, kahlen Stiel. Die Blattspreite ist 4 bis 9 Zentimeter lang und 2,5 bis 3 Zentimeter breit. An kräftigen Trieben werden selten Längen bis 18 Zentimeter erreicht. Die Spreite ist eiförmig-lanzettlich, mit lang zugespitzter oder geschwänzter Spitze, abgerundeter oder beinahe keilförmiger Blattbasis und ganzrandigem oder drüsig gezähntem Blattrand. Die Blattoberseite ist grün und glänzend, die Unterseite ist grün oder glauk, beide Seiten sind kahl.
Männliche Blütenstände sind nicht bekannt. Die weiblichen Blütenstände sind mit dem Stiel etwa 13 Zentimeter lange Kätzchen. Der Stiel ist weich und trägt zwei bis drei Blättchen, die Blütenstandsachse ist kahl. Die Tragblätter sind eiförmig, stumpf, braun und kahl. Weibliche Blüten haben eine Nektardrüse. Der Fruchtknoten ist lang gestielt und spitz. Der Griffel ist unscheinbar, die Narbe kurz und selten zweilappig. Als Früchte werden eiförmige, kahle und spitze Kapseln gebildet.

## Vorkommen und Standortansprüche
Das natürliche Verbreitungsgebiet liegt an Flussufern in Vietnam, im chinesischen Autonomen Gebiet Guangxi und im Süden der chinesischen Provinz Hunan.

## Systematik
Salix balansae ist eine Art aus der Gattung der Weiden (Salix) in der Familie der Weidengewächse (Salicaceae). Dort wird sie der Sektion Wilsonia zugeordnet. Sie wurde 1897 von Karl Otto von Seemen erstmals wissenschaftlich beschrieben. Der Gattungsname Salix stammt aus dem Lateinischen und wurde schon von den Römern für verschiedene Weidenarten verwendet.
Es werden zwei Varietäten unterschieden:
- Salix balansae var. balansae mit eiförmigen, kahlen Tragblättern
- Salix balansae var. hunanensis N. Chao mit länglichen, und oberseits teilweise zottig behaarten Tragblättern

## Nachweise